# Duchesne (Utah)
Duchesne es una ciudad situada en el condado de Duchesne, Utah, Estados Unidos. Tiene una población estimada, a mediados de 2022, de 1623 habitantes.
Es la sede del condado.

## Geografía
Según la Oficina del Censo, la localidad tiene una superficie de 7.21 km², correspondientes en su totalidad a tierra firme.

## Demografía

### Censo de 2020
Según el censo de 2020, en ese momento la localidad tenía una población de 1588 habitantes. La densidad de población era de 220 hab./km². Había 616 unidades habitacionales, lo que representaba una densidad de 85.4/km². El 92.38% de los habitantes eran blancos, el 0.25% eran afroamericanos, el 1.32% eran amerindios, el 0.13% eran asiáticos, el 0.13% eran isleños del Pacífico, el 2.77% eran de otras razas y el 3.02% eran de una mezcla de razas. Del total de la población, el 5.35% eran hispanos o latinos de cualquier raza.

### Censo de 2000
Según el censo de 2000, en ese momento había 1408 personas, 463 hogares y 342 familias en la localidad. La densidad de población era de 236.4 habitantes/km². Había 550 unidades habitacionales, lo que representaba una densidad de 92.3/km². El 96.95% de los habitantes eran blancos, el 0.28% eran afroamericanos, el 0.71% eran amerindios, el 0.36% eran asiáticos, el 0.14% eran isleños del Pacífico, 0.36% eran de otras razas y el 1.21% eran de una mezcla de razas. Del total de la población, el 2.77% eran hispanos o latinos de cualquier raza.
Había 463 hogares, de los cuales el 45.4% tenía menores de 18 años, el 63.1% eran matrimonios, el 8.9% tenían una mujer sola como cabeza de familia y el 26.1% no eran familias. El 22.0% de todos los hogares tenían un único residente y el 10.8% tenía solo residentes mayores de 65 años. El promedio de habitantes por hogar era de 2.97 y el tamaño medio de familia era de 3.55.
El 37.1% de los residentes era menor de 18 años, el 8.6% tenía entre 18 y 24 años, el 25.5% tenía entre 25 y 44 años, el 19.4% tenía entre 45 y 64 años, y el 9.4% tenía 65 años o más. La media de edad era 28 años. Por cada 100 mujeres había 96.9 hombres. Por cada 100 mujeres de 18 años o más, había 94.1 hombres.
Los ingresos medios de los hogares eran de $32,426 y los ingresos medios de las familias eran de $37,174. Los hombres tenían ingresos medios por $35,046 frente a los $20,417 que percibían las mujeres. Los ingresos per cápita eran de $12.337. Aproximadamente el 11.2% de las familias y el 12.4% de la población estaban por debajo de la línea de pobreza, incluyendo el 14.3% de los menores de 18 años y el 9.7% de los mayores de 65.